# Mild Seven
La Mild Seven è stata una marca di sigarette giapponesi, prodotte dalla Japan Tobacco. 

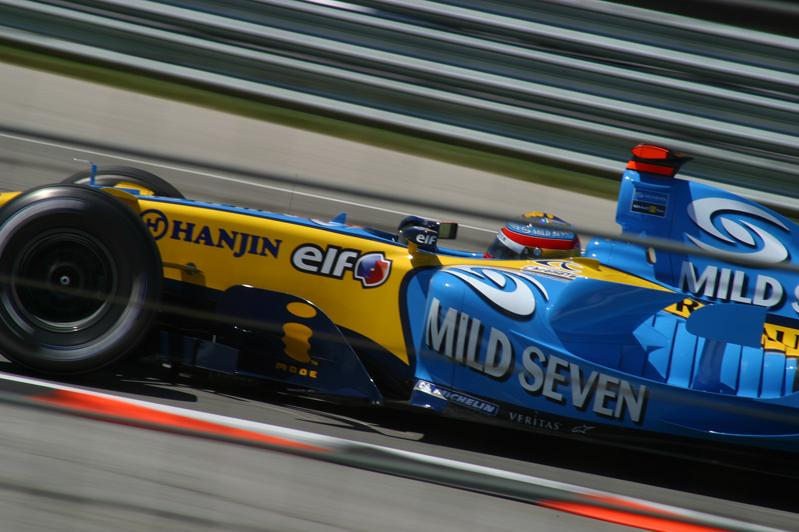
La Renault di Alonso al GP degli USA 2005, con il marchio Mild Seven in evidenza sulle fiancate

## Storia
La Mild Seven fu creata nel 1977, come variante della Seven Stars e fu venduta nei mercati di Cina e Corea.
L'8 agosto 2012, la Japan Tobacco annuncia l'uscita di scena definitiva delle Mild Seven, cambiandone il nome in Mevius (In Giapponese メビウス), ponendo fine alla longeva carriera delle storiche sigarette giapponesi.

## Sport
La Mild Seven è stata impegnata come sponsor nelle gare di Formula 1. Entrata in F1 nel 1994 come sponsor primario della Benetton, prendendo il posto della Camel, ha continuato a sponsorizzare la scuderia fino al 2001 e poi anche dopo l'acquisizione di questa da parte della Renault, con cui è rimasta fino a fine 2006 prima di abbandonare la F1 a causa delle restrittive leggi anti-tabacco.

Anche la Tyrrell (stagioni 1994, 1995 e 1996) e la Minardi (1997) sono state sponsorizzate dalla Mild Seven, portata in dote dal pilota giapponese Ukyo Katayama, anche se in entrambi i casi non costituiva il marchio principale del team.

## Nei media

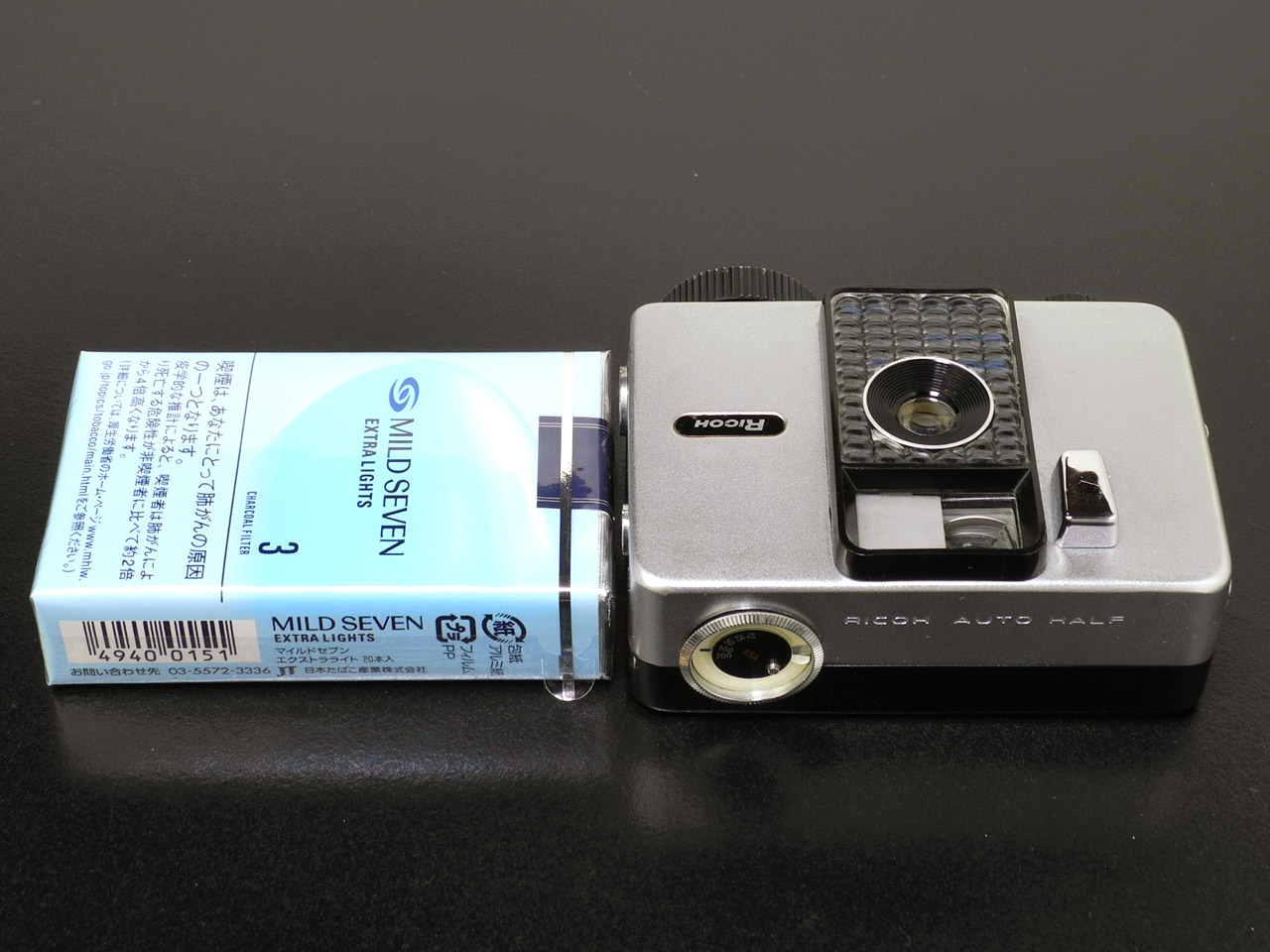
Un pacchetto di sigarette Mild Seven assieme ad una vecchia macchina fotografica giapponese

- Un pacchetto di sigarette Mild Seven assieme ad una vecchia macchina fotografica giapponeseNell'anime GTO le Mild Seven sono le sigarette fumate dal protagonista Eikichi Onizuka.
- Nel romanzo di Koushun Takami Battle Royale uno dei protagonisti, Shōgo Kawada, fuma una marca di sigarette chiamata Wild Seven, evidente parodia delle Mild Seven.
- Nell'anime Occhi di gatto l'imbranato ispettore Matthew (Toshio) è un accanito fumatore di Mild Seven, che diversamente da altri marchi (ad esempio Suzuki che diventa Zusuki) appaiono col vero nome.
- Nella puntata La rivolta dei personaggi dell'anime Lamu: la ragazza dello spazio compaiono dei pacchetti di sigarette Mild Seven.
- Nell'anime Ajin - Demi Human le Mild Seven sono le sigarette fumate dal personaggio Ikuya Ogura